# Olga Levinson
Olga May Levinson (* 8. Mai 1918 in Transvaal, Südafrikanische Union als Olga Cohen; † 24. März 1989 in Kapstadt, Südafrika) war eine namibisch-südafrikanische Kunstmäzenin und Autorin.

## Biographie
Olga Levinson kam als Tochter des britischen Einwanderers Edward Cohen (1871–1961) und der Polin Cecily Cohen (1883–1967), geb. Steinberg zur Welt. Sie verbrachte ihre Kindheit gemeinsam mit den vier Geschwistern in Johannesburg.
Levinson studierte Kunstgeschichte und Englisch an der Witwatersrand-Universität in Südafrika. Anschließend ging Levinson an das Trinity College nach London, wo sie Theaterwissenschaften studierte.
1943 heiratete sie den Bergbaumagnaten Jack Louis Levinson, den späteren Bürgermeister von Windhoek, mit dem sie im gleichen Jahr ins damalige Südwestafrika zog. Mit ihm lebte sie für einige Zeit in der bekannten Heinitzburg. Sie galten zu der Zeit als eine der wohlhabendsten Familien des Landes und Levinson verschrieb sich der Kunstförderung in ihrer neuen Heimat.
Levinson schrieb unter anderem das erste umfangreiche Geschichtswerk zu Namibia, die Story of Namibia. Sie war von den namibischen Künstlern Adolph Jentsch und John Muafangejo besonders angetan. Levinson war maßgeblich an der Gründung des Nationaltheater von Namibia und der Kunstvereinigung Südwestafrikas beteiligt. Die Lebensgeschichte von August Stauch verarbeitete Levinson in zwei Büchern.
Levinson hatte mit ihrem Mann die drei Söhne Clive, Gil und Orde. Sie liegt gemeinsam mit ihrem Mann auf dem jüdischen Teil des Gammams-Friedhof in Windhoek begraben.

## Veröffentlichungen
- Diamonds in the Desert, Kuiseb Verlag, Windhoek 2008, ISBN 978-99916-40-85-3.
- Adolph Jentsch, Human & Rousseau, Kapstadt 1982,
- Our first thirty years: the history of the South African Association of Arts (S.W.A.), S.A. Association of Arts S.W.A, Windhoek 1979.
- Story of Namibia, Tafelberg, 1978, ISBN 978-0624011972.
- South West Africa, Tafelberg, 1976, ISBN 978-0624002499.
- The Ageless Land, Tafelberg, 1964.
- Call me Master, Central News Agency, Südafrika 1958.